# Scaring the Hoes
| Recensione           | Giudizio |
| -------------------- | -------- |
| AllMusic             | [ 1 ]    |
| Clash                | (9/10)   |
| Exclaim!             | (9/10)   |
| The Guardian         | [ 4 ]    |
| The Line of Best Fit | (9/10)   |
| Metacritic           | (86/100) |
| musicOMH             | [ 7 ]    |
| Pitchfork            | (7.1/10) |
| Rolling Stone        | [ 9 ]    |

Scaring the Hoes (reso graficamente come SCARING THE HOES) è un album collaborativo tra i rapper statunitensi JPEGMafia e Danny Brown, pubblicato il 24 marzo 2023 dall'etichetta discografica AWAL. Prodotto interamente da JPEGMafia, l'album è caratterizzato da un suono industriale e sperimentale.
L'11 luglio è stato pubblicato un EP in aggiunta all'album dal titolo Scaring the Hoes: DLC Pack.

## Tracce

### Scaring the Hoes
Musiche di Barrington Hendricks.
1. Lean Beef Patty – 1:47 (testo: Barrington Hendricks, Daniel Sewell)
2. Steppa Pig – 3:27 (testo: Barrington Hendricks, Daniel Sewell)
3. Scaring the Hoes – 2:22 (testo: Barrington Hendricks, Daniel Sewell)
4. Garbage Pale Kids – 2:48 (testo: Barrington Hendricks, Daniel Sewell)
5. Fentanyl Tester – 2:37 (testo: Barrington Hendricks, Daniel Sewell)
6. Burfict! – 2:21 (testo: Barrington Hendricks, Daniel Sewell)
7. Shut Yo Bitch Ass Up / Muddy Waters – 2:54 (testo: Barrington Hendricks, Daniel Sewell)
8. Orange Juice Jones – 2:21 (testo: Barrington Hendricks, Daniel Sewell)
9. Kingdom Hearts Key (feat. Redveil) – 3:25 (testo: Barrington Hendricks, Daniel Sewell, Marcus Morton)
10. God Loves You – 2:28 (testo: Barrington Hendricks, Daniel Sewell)
11. Run the Jewels – 1:04 (testo: Barrington Hendricks, Daniel Sewell)
12. Jack Harlow Combo Meal – 2:18 (testo: Barrington Hendricks, Daniel Sewell)
13. HOE (Heaven on Earth) – 3:23 (testo: Barrington Hendricks, Daniel Sewell)
14. Where Ya Get Ya Coke From? – 2:57 (testo: Barrington Hendricks, Daniel Sewell)

### Scaring the Hoes: DLC Pack
Testi e musiche di Barrington Hendricks e Daniel Sewell.
1. Guess What Bitch, We Back Hoe! – 2:58
2. Hermanos – 4:25
3. Tell Me Where to Go – 2:53
4. No! No! No! No! No! No! No! No! No! No! No! No! No! No! No! No! No! No! No! No! No! No! No! No! No! No! No! No! No! No! No! No! – 5:05

## Formazione
Crediti forniti da Bandcamp, Tidal e Genius.
- Barrington Hendricks – voce, produzione, missaggio
- Daniel Sewell – voce
- Marcus Morton – voce
- Jeff Ellis – missaggio
- Dale Becker – mastering

## Classifiche

### Classifiche settimanali
| Classifica (2023)         | Posizione massima |
| ------------------------- | ----------------- |
| Belgio (Fiandre)          | 143               |
| Canada                    | 62                |
| Irlanda                   | 55                |
| Lituania                  | 50                |
| Nuova Zelanda             | 32                |
| Regno Unito               | 82                |
| Regno Unito (R&B/Hip hop) | 1                 |
| Scozia                    | 11                |
| Stati Uniti               | 84                |
| Stati Uniti (R&B/Hip hop) | 39                |